# Don Awrey
Donald William „Don“ Awrey (* 18. Juli 1943 in Kitchener, Ontario) ist ein ehemaliger kanadischer Eishockeyspieler. Der Verteidiger absolvierte über 1000 Spiele in der National Hockey League, den Großteil davon für die Boston Bruins, mit denen er 1970 und 1972 den Stanley Cup gewann. Mit der kanadischen Nationalmannschaft nahm er an der Summit Series 1972 teil.

## Karriere
Don Awrey spielte in seiner Jugend unter anderem für die Waterloo Siskins, wobei seine sportliche Entwicklung im Nachwuchsbereich von starken Rückenschmerzen beeinträchtigt wurde. In der Folge lief er erst in der Spielzeit 1961/62, im Alter von 18 Jahren, regelmäßig bei den Niagara Falls Flyers in der Ontario Hockey Association (OHA) auf, der höchsten Juniorenliga seiner Heimatprovinz. Nach zwei Jahren in Niagara Falls wechselte der Kanadier als Free Agent zu den Boston Bruins in die National Hockey League (NHL), wo er jedoch zwei Spielzeiten benötigte, um sich endgültig einen Stammplatz in der höchsten Liga Nordamerikas zu erarbeiten. Zuvor wurde der Verteidiger regelmäßig bei den Farmteams der Bruins eingesetzt, den Minneapolis Bruins aus der Central Professional Hockey League sowie den Hershey Bears aus der American Hockey League (AHL).
In Boston etablierte sich Awrey als defensiv orientierter NHL-Verteidiger, der in erster Linie durch körperliches Eishockey bestach. Nach sportlich schwachen Jahren Anfang und Mitte der 1960er Jahre stiegen die Bruins wenig später zu einem der besten Teams der Liga auf und gewannen mit ihm 1970 ihren ersten Stanley Cup seit 1941, dem sie 1972 direkt einen weiteren folgen ließen. Zudem vertrat er sein Heimatland bei der Summit Series 1972, spielte dort allerdings nur in zwei Partien. Insgesamt verbrachte Awrey zehn Jahre in der Organisation, bevor er im Oktober 1973 im Tausch für Jake Rathwell sowie ein Zweitrunden-Wahlrecht im NHL Amateur Draft 1974 an die St. Louis Blues abgegeben wurde. Die Blues vertrat er prompt beim NHL All-Star Game 1974, wurde allerdings bereits im November 1974 zu den Canadiens de Montréal transferiert, die im Gegenzug Chuck Lefley nach St. Louis schickten.
In seinem zweiten Jahr in Montréal gewannen die Canadiens einen weiteren Stanley Cup, wobei Awrey jedoch in den Playoffs nicht zum Einsatz kam und daher nicht ein drittes Mal auf der Trophäe verewigt wurde. Nach heutigen Maßstäben – er hatte mehr als Hälfte der Spiele der regulären Saison absolviert – wäre er allerdings automatisch qualifiziert gewesen. Für ein Drittrunden-Wahlrecht im NHL Amateur Draft 1978 wurde der Abwehrspieler im August 1976 an die Pittsburgh Penguins abgegeben, bei denen er ebenso nur ein Jahr spielte wie in der Folge bei den New York Rangers, denen er sich im Oktober 1977 als Free Agent angeschlossen hatte. Für eine finanzielle Gegenleistung wechselte er im November 1978 ein letztes Mal zu den Colorado Rockies und ließ seine Karriere dort ausklingen. Insgesamt absolvierte er in seiner NHL-Laufbahn 1050 Spiele und erzielte dabei 207 Scorerpunkte.

## Erfolge und Auszeichnungen
- 1970 Stanley-Cup-Gewinn mit den Boston Bruins
- 1972 Stanley-Cup-Gewinn mit den Boston Bruins
- 1974 NHL All-Star Game
- 1999 Heroes of Hockey Game

## Karrierestatistik

### International
Vertrat Kanada bei:
- Summit Series 1972

(Legende zur Spielerstatistik: Sp oder GP = absolvierte Spiele; T oder G = erzielte Tore; V oder A = erzielte Assists; Pkt oder Pts = erzielte Scorerpunkte; SM oder PIM = erhaltene Strafminuten; +/− = Plus/Minus-Bilanz; PP = erzielte Überzahltore; SH = erzielte Unterzahltore; GW = erzielte Siegtore; 1 Play-downs/Relegation; Kursiv: Statistik nicht vollständig)